# Epaminondas Chiriacopol
Epaminondas Chiriacopol (* 1952 in Bukarest, Rumänien) ist ein französischer Komponist rumänischer Herkunft.
Chiriacopol übersiedelte 1979 nach Frankreich. Bis 1983 war er Fagottist beim Orchester von Radio Brüssel und unterrichtete am Conservatoire Kinnor in Paris. Zwischen 1981 und 1986 wirkte er am Centre International de Musicothérapie de Paris. Seit 1986 unterrichtet er am Collège Gerson und an St. Jean de Passy und gibt Privatunterricht in Paris.
1989 wurde er musikalischer Leiter des Ensembles Per la Voce und der Musicales de Chevreuse. Seit 2006 ist er künstlerischer Direktor des Musikfestivals von Bussy-Saint-Georges.

## Werke
- Faust, Kantate für Soli, Chor und Orchester, 1982
- Suite für Fagott, 1983
- Femineus musicus, 15 Lieder für Alt und Orchester, 1984
- L’opéra de 1000 mesures, 1986
- Les Perses, Oper, 1987
- Polyeucte, Schauspielmusik, 1987
- Opéra sur chevalet, 1988
- Le soir du conquérant, Schauspielmusik, 1989
- Gynomick, Filmmusik, 1989
- Icônes und Ad memoriam für Soli, Chor und Synthesizer, 1990
- Stabat mater für Soli und Orchester, 1990
- Via crucis für Soli, Chor und Orchester, 1991
- Liturgie pour la fin des étoiles, Oratorium, 1992
- Concerto pour alto et orchestre, 1993
- Requiem pour soli, chœur et orchestre, 1994
- Te Deum und L’Enfant sauvé des eaux, 1995
- Messe de St.Wandrille, 1997
- Douce Oper nach Dostojewski, 1997
- Symphonietta Alexandrina, 1998
- Symphonia brevissima, 1999
- Leçons de ténèbres für Tenor und Klavier, 1999
- Dixi für zehn Blasinstrumente, 2000
- Méthode pour piano simple, 2000
- Koncertykon für Violine, Viola, Cello und Streichorchester, 2001
- Tessera für Streichquartett, 2003
- Auguri für Violine und Mezzosopran, 2003
- Psaume 22 für Bariton und Streichquartett, 2004
- Sinfonia für zwei Celli und Streichorchester, 2004
- Stabat Mater für vier gleiche Stimmen, 2004
- Quatre pierres pour Enesco, Streichquartett, 2004
- Orphée & Eurydice, Oper a cappella, 2004
- Microchomies für Klavier, 2005
- Stabat Mater V, 2005
- Ancolie et Rosacée, 2005
- Quatrino, Streichquartett, 2006
- Triptyque d’Eglise, 2006
- Diptyque pour l’Epiphanie für gleiche Stimmen, 2007
- Microrythmies für Klavier, 2007